# Tetrarrhena
Tetrarrhena is een geslacht uit de grassenfamilie (Poaceae). De soorten van dit geslacht komen voor in delen van Australië.

## Soorten
Van het geslacht zijn de volgende soorten bekend: 
- Tetrarrhena acuminata
- Tetrarrhena distichophylla
- Tetrarrhena dregei
- Tetrarrhena drummondiana
- Tetrarrhena juncea
- Tetrarrhena laevis
- Tetrarrhena oreophila
- Tetrarrhena tenacissima
- Tetrarrhena turfosa